# Kulob
Kulob (în tadjică Кӯлоб) este un oraș din Tadjikistan.